# Pitkin
Pitkin és una població dels Estats Units a l'estat de Colorado. Segons el cens del 2000 tenia 124 habitants.

## Demografia
Segons el cens del 2000, Pitkin tenia 124 habitants, 47 habitatges, i 35 famílies. La densitat de població era de 177,3 habitants per km².
Dels 47 habitatges en un 23,4% hi vivien nens de menys de 18 anys, en un 61,7% hi vivien parelles casades, en un 10,6% dones solteres, i en un 25,5% no eren unitats familiars. En el 17% dels habitatges hi vivien persones soles el 0% de les quals corresponia a persones de 65 anys o més que vivien soles. El nombre mitjà de persones vivint en cada habitatge era de 2,64 i el nombre mitjà de persones que vivien en cada família era de 2,94.
Per edats la població es repartia de la següent manera: un 22,6% tenia menys de 18 anys, un 4,8% entre 18 i 24, un 23,4% entre 25 i 44, un 33,9% de 45 a 60 i un 15,3% 65 anys o més.
L'edat mediana era de 45 anys. Per cada 100 dones de 18 o més anys hi havia 100 homes.
La renda mediana per habitatge era de 49.375 $ i la renda mediana per família de 52.083 $. Els homes tenien una renda mediana de 40.313 $ mentre que les dones 34.375 $. La renda per capita de la població era de 39.182 $. Cap de les famílies i el 4,6% de la població estaven per davall del llindar de pobresa.

## Poblacions més properes
El següent diagrama mostra les poblacions més properes.